# Keiichirō Saitō
Pour les articles homonymes, voir Saito.
Keiichirō Saitō (斎藤 圭一郎, Saitō Keiichirō) est un animateur et réalisateur d'anime japonais né le 18 janvier 1993. 
Il est notamment connu pour avoir réalisé les adaptations animées des mangas Bocchi the Rock! en 2022 et Frieren entre 2023 et 2024.

## Biographie

### Début de carrière
Saitō dit faire partie des rares élèves japonais n'ayant pas été au lycée. En 2015, il est toutefois diplômé du département manga de l'Université Kyoto Seika en filière animation.
Le court métrage animé Itadaki no Saki, qu'il crée comme projet de fin d'études universitaires, gagne le prix du meilleur projet de fin d'études de sa faculté à Seika, et le prix d'excellence ainsi que le prix Production I.G au 12e festival du cinéma d'animation de Kichijōji la même année.
Alors qu'Itadaki no Saki fait partie des films diffusés au 15e Indies Anime Festa, un festival japonais dédié à l'animation indépendante, il y fait la rencontre du producteur Shōta Umehara du studio CloverWorks. À la suite de cela, il est régulièrement engagé pour travailler sur les productions du studio.

### Révélation et ascension comme réalisateur
Umehara le choisit ensuite pour réaliser l'adaptation animée de Bocchi the Rock! chez CloverWorks, sur conseil de Kerorira, character designer et directeur de l'animation sur la série,. Celle-ci se fait remarquer pour ses qualités de production et son style très expressif, et devient rapidement virale sur Internet, décuplant la popularité du manga initial et son autrice,. Elle reçoit également un accueil critique favorable en Occident, tant pour sa créativité visuelle que sa représentation de l'anxiété sociale,,. Pour l'année de sa sortie, la série reçoit sept Anime Trending Awards dont celui de meilleure réalisation d'épisode, trois Newtype Anime Awards dont celui de meilleure série et de meilleure réalisation, et un Crunchyroll Anime Award pour la meilleure série de tranche de vie, en étant également nommée dans les catégories pour la meilleure série et la meilleure réalisation.
En 2023, il réalise l'adaptation du manga Frieren, produite au studio Madhouse. Le producteur Yuichiro Fukushi voulait lui confier une série complète à réaliser depuis plusieurs années, mais Saitō avait toujours refusé, trouvant les projets trop ambitieux et grandiloquents pour lui et ne se trouvant pas bon réalisateur d'action jusqu'à ce qu'on lui propose Frieren, qu'il acceptera, et dont la première saison est diffusée entre septembre 2023 et mars 2024. Cette série reçoit à nouveau un accueil critique unanime, étant même régulièrement décrite comme une des meilleures séries animées de 2023,,. Elle est également un succès populaire, devenant la quatrième série animée la plus recherchée de 2023 sur Yahoo! Japan et l'anime japonais le mieux noté de l'histoire sur les sites MyAnimeList et Anime News Network à la fin de sa diffusion.

## Style de réalisation
Kaeru Ishii de Real Sound (ja) évoque Saitō comme un réalisateur avec une grande lucidité sur les « ouvertures » qu'il peut trouver au sein d'un matériau source pour étendre l'histoire, et exprimer son sens au-delà de ce que le matériau original avait permis. Ishii cite des exemples de cela dans Bocchi the Rock!, où un gag d'une case mettant en scène un « monstre du besoin d'attention » devient une séquence entière en noir et blanc parodiant Godzilla. L'objectif étant selon Ishii d'accentuer d'autant plus le contraste entre le talent musical du personnage principal et son pessimisme maladif. Saitō dit avoir voulu exploiter au maximum le potentiel visuel de l'animation pour contraster avec le format très simple du matériau original (un manga 4-koma) et accentuer l'énergie et l'exubérance des personnages. Cette expressivité et cette profondeur ajoutées au récit résultent en une série où 13 épisodes n'adaptent qu'un volume et demi de manga.
Dans le cas de Frieren, manga à la structure plus traditionnelle et au rythme plus lent évoquant le temps qui passe, Kaeru Ishii et Kevin Cirugeda argumentent que c'est cette fois dans les détails et les moments plus intimes que Saitō dévoile son style, laissant une plus grande part à l'histoire originale mais jouant sur le rythme et les décalages de ton pour renforcer les sensations du temps qui s'écoule et l'attachement émotionnel des personnages,, par exemple sur les différentes bascules entre les époques lorsque le personnage de Frieren revient à des endroits qu'elle a déjà visité des siècles plus tôt ou revit des situations similaires. L'aspect principal de Frieren étant sa très longue espérance de vie comparativement aux humains, la réalisation de Saitō permet une emphase plus nette sur les frontières floues de ses souvenirs et sur sa nostalgie. Cirugeda ajoute que la réalisation de Saitō est louable non seulement artistiquement, mais aussi logistiquement, en sachant déléguer les bons aspects aux bonnes personnes comme les décors, le worldbuilding visuel ou les scènes d'action.

## Filmographie
Sauf mention contraire explicite, les informations de cette section sont tirées des cartons de crédits des œuvres mentionnées, ou de bases de données compilant ces mêmes crédits,.

### Séries télévisées principales
| Année     | Titre                            | Rôle(s) (génériques)                                                                       |
| --------- | -------------------------------- | ------------------------------------------------------------------------------------------ |
| 2016      | Days                             | Animation clé, seconde animation clé                                                       |
| 2016      | Monster Hunter Stories: Ride On  | Réalisation et story-board d'épisodes, animation clé                                       |
| 2017      | The iDOLM@STER SideM             | Réalisation d'épisodes, animation clé, direction et animation intégrale d'épisode          |
| 2019      | Boogiepop and Others (en)        | Réalisation d'épisodes et de générique (ED), animation clé                                 |
| 2021      | Sonny Boy                        | Réalisation et story-board d'épisodes, directeur d'animation, animation clé                |
| 2022      | Shokei Shōjo no Virgin Road      | Direction et animation intégrale de générique (ED), animation clé                          |
| 2022      | Yama no Susume: Next Summit (en) | Réalisation et story-board d'épisode, animation clé                                        |
| 2022      | Bocchi the Rock!                 | Réalisateur, réalisation et story-board d'épisodes et de générique (OP), animation clé     |
| 2023–2024 | Frieren                          | Réalisateur, réalisation d'épisode et de génériques (OP1, OP2), story-board, animation clé |

### Films
| Année | Titre                           | Rôle(s)                                                                              |
| ----- | ------------------------------- | ------------------------------------------------------------------------------------ |
| 2015  | Itadaki no Saki (court-métrage) | Créateur original, réalisateur, scénariste, character design, animation, compositing |

### Autres
| Année | Titre                                        | Type | Rôle(s)                                 |
| ----- | -------------------------------------------- | ---- | --------------------------------------- |
| 2020  | ACCA 13-Territory Inspection Dept. - Regards | OVA  | Réalisateur, story-board, animation clé |